# Balanops australiana
Espèce
Statut de conservation UICN

 LC  : Préoccupation mineure

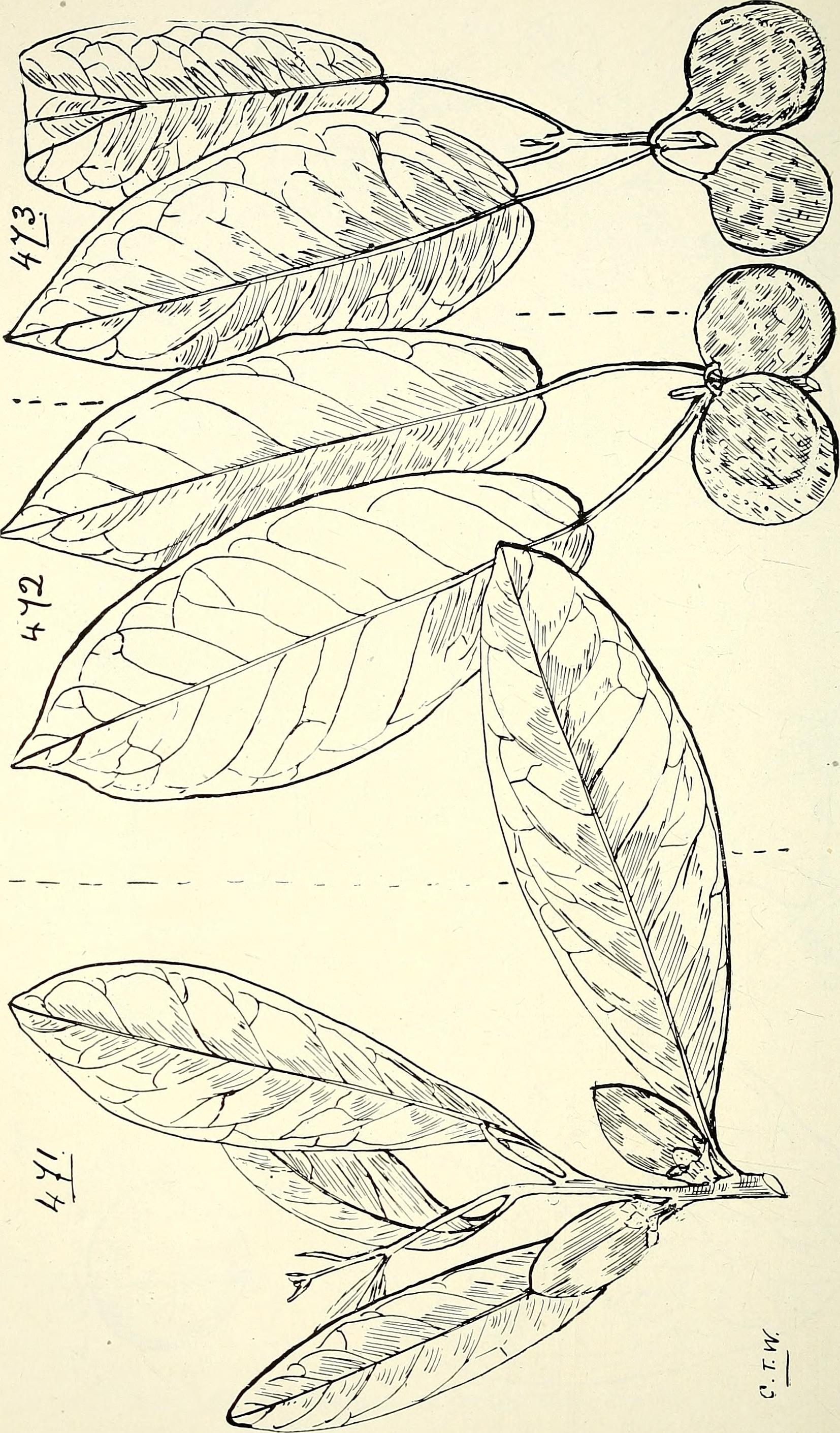
Illustration de Balanops australiana (en bas) comparée à deux espèces de Ficus.

Balanops australiana est une espèce de plantes à fleurs de la famille des Balanopaceae.
L'aire de répartition naturelle de cette espèce est le nord du Queensland en Australie,. 
C'est un arbre qui pousse principalement dans le biome tropical humide.

## Systématique
Le nom correct complet (avec auteur) de ce taxon est Balanops australiana F.Muell..
Balanops australiana a pour synonyme :
- Balanops montana C.T.White